# Pièce commémorative de 1 dollar américain pour le soldat d'infanterie
La pièce commémorative de 1 dollar américain pour le soldat d'infanterie est une pièce commémorative, non circulante, émise par la Monnaie des États-Unis en 2012 et frappée à la Monnaie de West Point.
Elle est autorisée par la loi publique 110-357 du 8 octobre 2008 qui demande au secrétaire au Trésor de frapper des pièces en commémoration de l'héritage de l'infanterie de l'armée américaine et de la création du musée national de l'infanterie et du centre du soldat (en).

## Contexte
Le musée national de l'infanterie et du centre du soldat (en) est un musée situé à Columbus, en Géorgie, juste à l'extérieur de Fort Moore (anciennement Fort Benning). Le musée, d'une superficie de 18 000 m2, ouvre ses portes en juin 2009. Le musée retrace l'histoire de l'infanterie de l'armée américaine, de la révolution américaine aux opérations actuelles. Il expose des objets de toutes les époques de l'histoire américaine et contient des expositions multimédias interactives. Le musée national de l'infanterie met l'accent sur les valeurs qui sont censées définir l'infanterie, ainsi que la nation : la loyauté, le devoir, le respect, le service désintéressé, l'honneur, l'intégrité et le courage personnel.

## Législation
Le projet de loi H.R. 3229 est introduit à la Chambre le 30 juillet 2007 par le représentant républicain de Géorgie, Lynn A. Westmoreland. Il demande l'emission d'une pièce commémorative de 1 dollar afin d'honorer l'infanterie de l'armée américaine et la création du musée national de l'infanterie. Le projet est approuvé le 10 juin 2008 et envoyé au Sénat le lendemain. Celui-ci l'approuve également, le 27 septembre et le présente au président George W. Bush qui le signe 8 octobre 2008 pour en faire la loi publique 100-357.

## Dessin

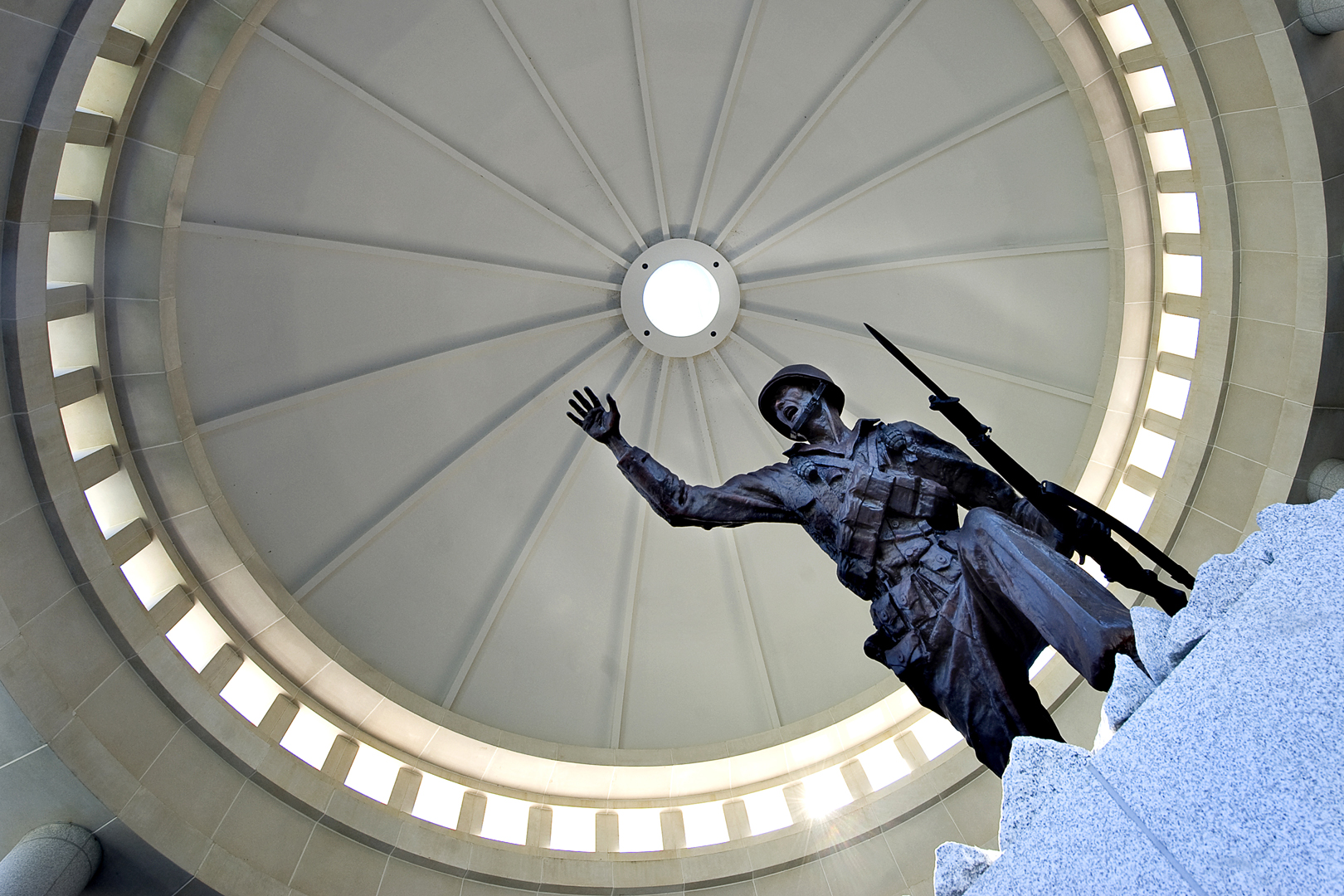
La statue Follow Me au musée national de l'infanterie.

Les dessins de la pièce sont annoncés avant un match de football américain entre les Doughboys de Fort Benninget les Cougars de l'université d'État de Columbus (en) le 27 octobre 2011. Le lancer de la pièce d'ouverture est effectué avec un prototype de la pièce commémorative.
L'avers du dollar d'argent de l'infanterie, conçu par Joel Iskowitz et sculpté par Michael Gaudioso, représente un soldat de l'infanterie moderne qui charge en avant et fait signe aux autres de le suivre, ce qui représente la devise de l'infanterie « follow me » (suivez-moi). Les inscriptions comprennent LIBERTY, IN GOD WE TRUST et la date d'émission, 2012,,.
Le revers, créé par Ronald D. Sandersdu programme Artistic Infusion (AIP) et sculpté par Norman E. Nemeth, porte l'insigne des fusils croisés, qui est l'emblème de la branche de l'infanterie. Les inscriptions comprennent le pays émetteur, UNITED STATES OF AMERICA en haut, la valeur faciale ONE DOLLAR et la devise latine E PLURIBUS UNUM en bas,,.

## Production et vente
La loi qui autorise la frappe de la pièce de 1 dollar permet une émission maximale de 350 000 exemplaires. Les deux finitions de la pièce, brillant universel et belle épreuve, sont frappés à la Monnaie de West Point. Elle est disponible à la vente à partir du 16 février 2012.
Un total de 205 499 pièces du soldat d'infanterie sont vendues dont 161 151 en qualité belle épreuve au prix d'introduction de 49,95 dollars qui passe ensuite à 54,95 dollars et 44 348 en finition brillant universel qui se vendent d'abord à 44,95 dollars puis 49,95 dollars,.
Deux cents soldats de l'infanterie de l'armée de terre sont parmi les premiers Américains à recevoir le nouveau dollar en argent 2012 de la Monnaie des États-Unis pour les soldats de l'infanterie. Les pièces sont remises aux membres de la compagnie F de la 198e brigade d'infanterie, 2e bataillon du 19e régiment d'infanterie, réunis sur le terrain de parade de Fort Benning pour leur cérémonie de remise des diplômes.
Les bénéfices de la vente sont versés à la National Infantry Foundation pour contribuer au financement d'un fonds de dotation qui permet de soutenir et d'entretenir le musée national de l'infanterie et du centre du soldat (en).